# Lijst van rijksmonumenten in Zuid-Holland

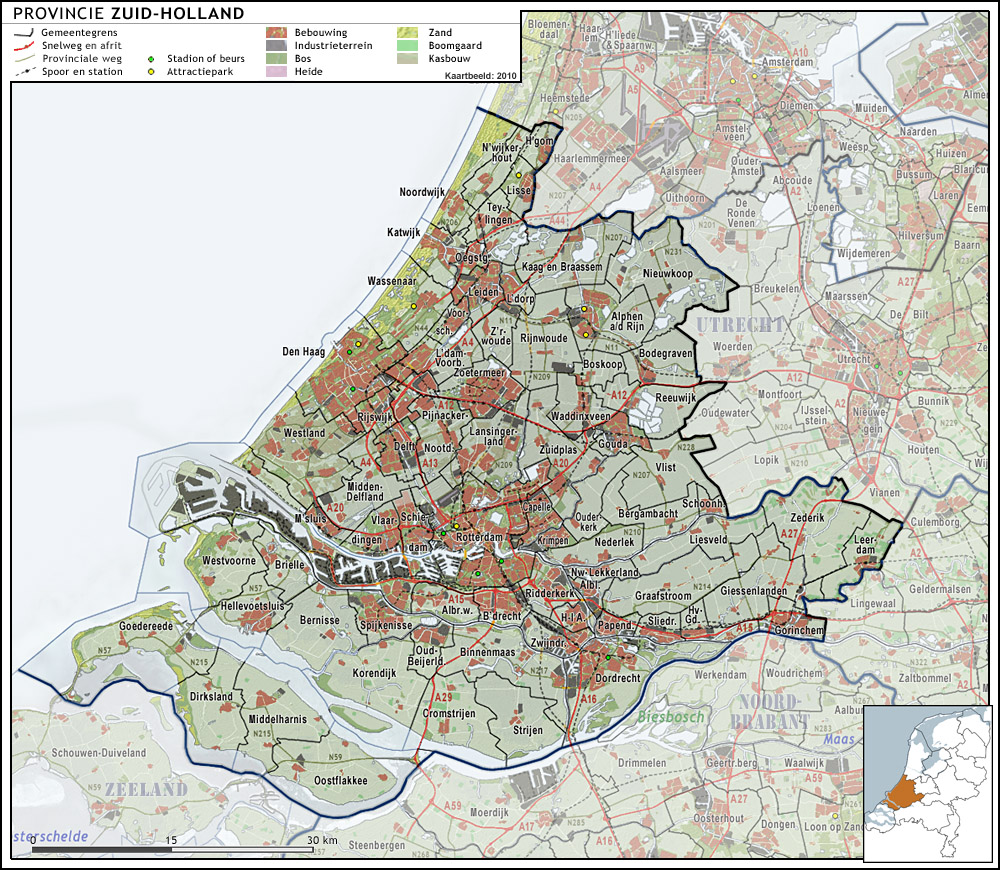
Zuid-Holland

In de volgende gemeenten in Zuid-Holland bevinden zich rijksmonumenten:
- Lijst van rijksmonumenten in Alblasserdam
- Lijst van rijksmonumenten in Albrandswaard
- Lijst van rijksmonumenten in Alphen aan den Rijn
- Lijst van rijksmonumenten in Barendrecht
- Lijst van rijksmonumenten in Bodegraven-Reeuwijk
- Lijst van rijksmonumenten in Capelle aan den IJssel
- Lijst van rijksmonumenten in Delft
- Lijst van rijksmonumenten in Den Haag
- Lijst van rijksmonumenten in Dordrecht
- Lijst van rijksmonumenten in Goeree-Overflakkee
- Lijst van rijksmonumenten in Gorinchem
- Lijst van rijksmonumenten in Gouda
- Lijst van rijksmonumenten in Hardinxveld-Giessendam
- Lijst van rijksmonumenten in Hillegom
- Lijst van rijksmonumenten in Hoeksche Waard
- Lijst van rijksmonumenten in Kaag en Braassem
- Lijst van rijksmonumenten in Katwijk
- Lijst van rijksmonumenten in Krimpen aan den IJssel
- Lijst van rijksmonumenten in Krimpenerwaard
- Lijst van rijksmonumenten in Lansingerland
- Lijst van rijksmonumenten in Leiden
- Lijst van rijksmonumenten in Leiderdorp
- Lijst van rijksmonumenten in Leidschendam-Voorburg
- Lijst van rijksmonumenten in Lisse
- Lijst van rijksmonumenten in Maassluis
- Lijst van rijksmonumenten in Midden-Delfland
- Lijst van rijksmonumenten in Molenlanden
- Lijst van rijksmonumenten in Nieuwkoop
- Lijst van rijksmonumenten in Nissewaard
- Lijst van rijksmonumenten in Noordwijk
- Lijst van rijksmonumenten in Oegstgeest
- Lijst van rijksmonumenten in Papendrecht
- Lijst van rijksmonumenten in Pijnacker-Nootdorp
- Lijst van rijksmonumenten in Ridderkerk
- Lijst van rijksmonumenten in Rijswijk
- Lijst van rijksmonumenten in Rotterdam
- Lijst van rijksmonumenten in Schiedam
- Lijst van rijksmonumenten in Sliedrecht
- Lijst van rijksmonumenten in Teylingen
- Lijst van rijksmonumenten in Vlaardingen
- Lijst van rijksmonumenten in Voorne aan Zee
- Lijst van rijksmonumenten in Voorschoten
- Lijst van rijksmonumenten in Waddinxveen
- Lijst van rijksmonumenten in Wassenaar
- Lijst van rijksmonumenten in Westland
- Lijst van rijksmonumenten in Zoetermeer
- Lijst van rijksmonumenten in Zoeterwoude
- Lijst van rijksmonumenten in Zuidplas
- Lijst van rijksmonumenten in Zwijndrecht